# Oficial de cumplimiento
El Oficial de Cumplimiento Normativo o Compliance Officer (CCO por sus siglas en inglés) es un ejecutivo corporativo dentro de la suite C responsable de supervisar y administrar los problemas de cumplimiento normativo dentro de una organización. El CCO generalmente informa al director ejecutivo o al director legal .

## Responsabilidades
Las responsabilidades del Oficial de Cumplimiento generalmente incluyen:
- Liderar los esfuerzos de cumplimiento empresarial
- Diseñar e implementar controles internos, políticas y procedimientos para garantizar el cumplimiento de las leyes y regulaciones locales, estatales y federales aplicables, así como las pautas de terceros
- Gestionar auditorías e investigaciones sobre problemas de regulación y cumplimiento
- Responder a las solicitudes de información por parte de organismos reguladores
- Atender, responder e investigar los temas que lleguen a través de canales de denuncias confidenciales u anónimas
- Fomentar una cultura de cumplimiento y comportamiento ético dentro de la organización
- El Compliance Officer puede incurrir en responsabilidad civil por el desempeño de sus funciones[2]

### Educación y Certificación
Los profesionales encargados del cumplimiento de las regulaciones y normativas suelen poseer conocimientos especializados en áreas como el derecho y finanzas, y a menudo han completado estudios avanzados, tales como un Doctorado en Derecho (JD), una Maestría en Administración de Empresas (MBA) o una Maestría en Derecho (LLM). Además, muchos profesionales de cumplimiento buscan obtener certificaciones relevantes a su campo, como:
1. Profesional certificado en Cumplimiento y Ética (CCEP)
2. Especialista certificado en antilavado de dinero (CAMS)
3. Examinador de fraude certificado (CFE)
4. Auditor de sistemas de información certificado (CISA)

## Jurisdicciones que exijen la designación de un oficial de cumplimiento
Varios países alrededor del mundo han promulgado regulaciones que requieren que las organizaciones designen Oficiales de Cumplimiento como un medio para garantizar el cumplimiento de los marcos legales y regulatorios. Esta sección destaca algunas de las principales jurisdicciones donde el nombramiento de un Oficial de Cumplimiento es obligatorio, con un enfoque en el sector financiero, donde dichos requisitos son particularmente frecuentes.
En los Estados Unidos, la Ley de Secreto Bancario (BSA) establece la obligatoriedad para ciertas instituciones financieras de contar con un Oficial de Cumplimiento, quien será responsable de implementar y mantener un programa eficaz de prevención del blanqueo de capitales (AML). Además, la Ley de Protección al Consumidor y Reforma de Wall Street de Dodd-Frank, junto con las regulaciones de la Comisión de Bolsa y Valores (SEC), exige que las empresas de asesoría de inversiones registradas designen un Oficial de Cumplimiento (CCO) para asegurar el cumplimiento de las leyes federales de valores.
En el marco de la Unión Europea, la Cuarta Directiva contra el Lavado de Dinero (4AMLD) establece la obligatoriedad para las organizaciones que estén sujetas a las disposiciones de prevención del blanqueo de capitales y la lucha contra el financiamiento del terrorismo (AML/CTF, por sus siglas en inglés), de designar un Oficial de Cumplimiento en un cargo directivo. Asimismo, la Directiva de Mercados de Instrumentos Financieros (MiFID II) establece que las empresas de inversión deben contar con un Oficial de Cumplimiento encargado de garantizar el cumplimiento de los requisitos regulatorios establecidos en dicha directiva.
En el caso de Brasil, el Banco Central de Brasil (BACEN) dispone que las instituciones financieras deben contar con un Oficial de Cumplimiento que se encargue de supervisar la gestión del riesgo de cumplimiento y asegurar el cumplimiento de las regulaciones aplicables. Por su parte, en la India, el Banco de la Reserva de la India (RBI) requiere que los bancos designen un Director de Cumplimiento con el fin de supervisar el cumplimiento de las normas y directrices bancarias establecidas.
En Chile, la normativa de Responsabilidad Penal de las Personas Jurídicas (Ley 20.393) impone a las empresas la obligación de contar con un Encargado de Prevención de Delitos que ejerce las funciones de un Oficial de Cumplimiento, en tanto gestionan el Modelo de Prevención de Delitos. Dicha ley establece la responsabilidad penal de las personas jurídicas por la comisión de delitos como el lavado de activos, el financiamiento del terrorismo y el cohecho, entre otros. Es responsabilidad del Encargado de Prevención de Delitos implementar y supervisar el programa de cumplimiento empresarial a fin de prevenir y detectar la comisión de dichos delitos. Además, para aquellas entidades sujetas a obligaciones de información sobre posibles operaciones de lavado de dinero o financiamiento del terrorismo, resulta obligatorio designar un Oficial de Cumplimiento. Estas medidas reflejan el compromiso de Chile para combatir los delitos económicos, garantizar la transparencia empresarial y fomentar una cultura de cumplimiento en el país.
Los ejemplos citados evidencian una tendencia global hacia la obligatoriedad de designar Oficiales de Cumplimiento, especialmente en el sector financiero, como una medida para fomentar el cumplimiento de la normativa legal y regulatoria, prevenir delitos financieros y promover una cultura empresarial que favorezca un comportamiento ético.

### Papel del Oficial de Cumplimiento en la lucha contra los delitos económicos y la corrupción
Los oficiales de cumplimiento tienen un papel crucial en la lucha global contra la corrupción, el lavado de dinero y otros delitos económicos que afectan profundamente a las sociedades, especialmente en regiones menos desarrolladas. Al garantizar que las empresas cumplan con los estándares legales y éticos, los CCO contribuyen a construir sociedades más justas y promover una buena ciudadanía corporativa. Las empresas que dan prioridad al cumplimiento y a la responsabilidad social corporativa pueden contribuir a crear un entorno empresarial más transparente y responsable, lo que a su vez fomenta el crecimiento económico y el desarrollo social.

### ODS 16 y el papel de los oficiales de cumplimiento en la promoción de la paz, la justicia y las instituciones sólidas
Los Objetivos de Desarrollo Sostenible (ODS), establecidos por las Naciones Unidas en 2015, conforman un marco para abordar los apremiantes desafíos globales. El ODS 16 busca específicamente "promover sociedades pacíficas e inclusivas para el desarrollo sostenible, proporcionar acceso a la justicia para todos y construir instituciones eficaces, responsables e inclusivas en todos los niveles". En la realización de estos objetivos, los oficiales de cumplimiento desempeñan una función esencial, especialmente en la promoción de la transparencia, la rendición de cuentas y el apego al estado de derecho en las organizaciones tanto del sector público como privado.
Como responsables del cumplimiento normativo y la conducta ética en las organizaciones, los oficiales de cumplimiento contribuyen a la realización del ODS 16 al garantizar que las organizaciones cumplan con las leyes, reglamentos y mejores prácticas aplicables. Esto fomenta una cultura de integridad y comportamiento ético dentro de las organizaciones, lo que a su vez ayuda a reducir la corrupción, promover la competencia justa y apoyar el desarrollo de instituciones sólidas y responsables. Al mitigar los riesgos asociados con los delitos económicos, como el lavado de dinero, el fraude y el soborno, los oficiales de cumplimiento trabajan para crear un entorno empresarial más estable y justo, que permita alcanzar los objetivos más amplios de paz y desarrollo sostenible.
Además, los oficiales de cumplimiento desempeñan un papel importante en la defensa del estado de derecho y garantizan el acceso a la justicia, tal como se describe en el ODS 16.3. Al implementar controles y procedimientos internos sólidos, ayudan a detectar y prevenir actividades ilegales, contribuyendo así al cumplimiento de las leyes y la prevención del delito. Además, los oficiales de cumplimiento actúan como intermediarios entre las organizaciones y las autoridades reguladoras, lo que facilita la cooperación y la comunicación para abordar los problemas de cumplimiento y promover la transparencia en las operaciones comerciales.